# 皮利波維奇 (基輔州)
50°36′36″N 29°57′16″E / 50.61000°N 29.95444°E
皮利波維奇（烏克蘭語：Пилиповичі）是位於烏克蘭北部的村莊，由基辅州布恰区的博罗江卡市镇負責管轄。該村處於布奇卡河畔，面積27平方公里，海拔高度141米，2001年人口1,387。